# Glen Johnson
Glen Johnson (n. 23 august 1984) este un jucător englez de fotbal, care în prezent evoluează pe postul de fundaș. A mai jucat, de-a lungul timpului la West Ham United, Chelsea și Portsmouth. De asemenea, este internațional englez al echipei naționale a Angliei din anul 2003.

## Titluri
Chelsea
- FA Premier League: 2004-05
- Football League Cup: 2005

Portsmouth
- FA Cup: 2008